# Nicklas Wikström Nicastro
Sven Nicklas Wikström Nicastro, född 17 augusti 1977 i Skellefteå, är en svensk filmproducent. Han är bror till filmproducenten Fredrik Wikström Nicastro.

## Biografi
Nicklas Wikström Nicastro är född och uppvuxen i Skellefteå, där han studerade vid Edelviks teaterlinje. I 21-årsåldern flyttade han till Stockholm där han fortsatte med teatern parallellt med universitetsstudier inom bland annat psykologi och filmvetenskap. Några år senare, med en civilekonomexamen, valde Nicklas Wikström Nicastro att börja jobba inom filmbranschen. Han jobbade under många år på produktionsbolaget Tre Vänner tillsammans med sin bror Fredrik Wikström, och även på SF Studios fram till i början av 2021 då han startade produktionsbolaget Strive Stories tillsammans med författaren Jens Lapidus.

## Filmografi (i urval)
- 2011–2013 – Elsas värld (TV-serie)
- 2012 – Högklackat (TV-serie)
- 2013 – Inkognito (TV-serie)
- 2014 – Piratskattens hemlighet (TV-serie)
- 2015 – Jönssonligan – Den perfekta stöten
- 2015 – En man som heter Ove
- 2017–2019 – Alex (TV-serie)
- 2018–2020 – Advokaten (TV-serie)
- 2019 – Britt-Marie var här
- 2021–2022 – Snabba cash (TV-serie)